# Jean-Robert Sedano et Solveig de Ory
Jean-Robert Sedano et Solveig de Ory sont deux artistes multimédia français, réalisant des installations sonores et visuelles interactives.
Ils travaillent ensemble depuis la fin des années 1970, d'abord dans le domaine du théâtre d'objets, puis de l'art électronique devenu actuellement l'art numérique interactif, en plaçant le public au cœur de leurs créations.

## Biographie
Jean-Robert Sedano est né à Oran, en Algérie, le 8 juillet 1956. Il arrive en France en 1962, à l'issue de la guerre d'indépendance. Il se passionne très tôt pour les montages électriques et réalise vers l'âge de dix ans un tableau lumineux relié à des capteurs de pression, placés sous les tapis de la maison familiale. Après ses études primaires et secondaires à Nantes, il découvre au cours d'un test d'orientation scolaire, qu'il est atteint de dyschromatopsie, ce qui lui exclut les métiers de l'électronique. Fervent pacifiste, il se déclare objecteur de conscience à 18 ans, rencontre Solveig de Ory et fonde avec elle le théâtre du Bézoard en 1976. Étudie l'électronique en autodidacte et réalise plusieurs synthétiseurs analogiques en 1978. S'initie à l'informatique en 1980 et commence à écrire des programmes successivement sur ordinateur ZX81,  Apple II, Atari puis PC. Réalise la plupart des maquettes des œuvres, ainsi que les interfaces et les capteurs nécessaires aux installations sonores et visuelles interactives.
Solveig de Ory, fille unique du poète espagnol Carlos Edmundo de Ory, est née à Lima au Pérou le 13 mars 1957. Elle passe son enfance et ses études secondaires à Paris. Elle crée à 17 ans une première compagnie de théâtre de marionnettes et monte "l'opéra de la lune" de Jacques Prévert. Elle rencontre à cette occasion Jean-Robert Sedano pour leur première réalisation artistique commune. Étudie la musique électro-acoustique aux ateliers du Groupe de Recherches Musicales GRM de Paris en 1981. Compose ensuite de nombreuses musiques et environnements sonores pour les installations interactives.

## Démarche et influences
Leurs premières créations "Bowling" (1976) et "La Tarentule" (1977), sont des spectacles oniriques de forme "traditionnelle", avec début, fin et public assis, où la musique joue un rôle prépondérant. Le personnage principal de leur seconde pièce est un magnétophone, placé au centre de la scène, dans un décor bi-colore, changeant de façon cinétique grâce aux jeux de lumière. Leur influence la plus proche en cette fin des années 1970 est le théâtre du Bread and Puppet et sa volonté politique d'une action de l'art dans le champ social.
L'idée de changer la place et le rôle du spectateur va très vite germer et donner naissance à leur première installation interactive "Sonopticon" (1980), où chaque pas du visiteur est en relation avec un ou plusieurs sons et un groupe d'images. Les dispositifs électroniques, également conçus et réalisés par les artistes étaient entièrement analogiques. C'est l'essor de la musique électro-acoustique à la suite des travaux de Pierre Schaeffer et Pierre Henry, le "spectacle total" du Diatope de Iannis Xenakis et les théories artistiques et sociales de Nicolas Schöffer qui les ont orienté de façon décisive vers la nécessité d'impliquer les visiteurs dans l'œuvre.

## Principales réalisations
- Sonopticon (1980) - Avec Pierre Leloup - Un ensemble de sons et d'images directement liés aux mouvements des visiteurs.

Grâce à un ensemble de capteurs photo-électriques placés au ras du sol et reliés à des synthétiseurs analogiques, dès qu'un individu pénètre le "Sonopticon", l'espace s'anime: les images se succèdent et se juxtaposent, les sons se déclenchent en tonalités variables.
Chaque pas du visiteur est en relation avec un ou plusieurs sons et un groupe d'images. Le déplacement et le mouvement des visiteurs ainsi que leur nombre déterminent la complexité visuelle et sonore. 320 diapositives sont projetées par groupe de deux par quatre projecteurs sur des cylindres blancs suspendus et mobiles. Les projecteurs étant également reliés aux rampes de cellules photo-électriques, les successions de diapositives se font en fonction de la lumière ou de l'ombre donnée à celles-ci. Présenté à la Tête Galerie, 131 place Saint Léger - Chambéry, du 10 au 21 mai 1980.
- Musique en Marche (1981) - "Promenade sonore à l'entrepôt".

Un espace sonore qui réagit aux mouvements des visiteurs comme un gigantesque instrument. La musique est une improvisation jouant sur les milliers de
combinaisons de la programmation initiale. L’espace est délimité en zones de son et de silence. La programmation est constituée de séquences sonores tonales obtenues à partir de synthétiseurs. À aucun moment il ne s’agit d’enregistrements. La musique est produite en direct, électroniquement et sans autre intervention que celle du visiteur. C’est lui, par la position qu’il occupe, par son déplacement et le rythme de ses pas, qui compose la musique dans l’éventail des couleurs harmoniques est des sons électroniques potentiels. Quand l’espace est vide, il est silencieux, mais en présence d’un ou plusieurs visiteurs, les sons surviennent. L’organisation musicale ne sera évidemment pas la même s’il y a une ou plusieurs personnes, et après une période de repérage chacun pourra créer son jeu musical et inviter d’autres à y participer. Présenté au Centre Culturel du Marais - Paris du 8 avril au 21 juin 1981.
- Musique de Corps (1982) - Espace sonore interactif utilisant une caméra vidéo en temps réel.

"La musique est produite en direct sans autre intervention que celle du visiteur. La modulation, le rythme et la polyphonie naissent de la multiplicité des déplacements dans l'espace: un geste = un son. C'est un espace sonore électronique qui réagit aux mouvements des visiteurs comme un gigantesque instrument. Quand l'espace est vide il retourne au silence."
Musique de Corps a marqué une étape importante dans la réalisation d'espaces sonores liés aux mouvements du public: c'était la première utilisation d'une caméra vidéo en temps réel dont l'image était analysée par des capteurs analogiques. Présenté pendant la Fête dans la Bulle, Amiens du 11 au 20 juin 1982.
- Camara de Musica (1984) - Espace sonore et visuel utilisant des moyens analogiques et numériques.

Des rampes photo-électriques généraient des sons en coupant des faisceaux lumineux dans les allées latérales de la chapelle Saint Jean-Baptiste de Gijon (Espagne). Une caméra vidéo placée sur la coursive supérieure filmait le dallage du centre de la chapelle. C'était la première fois que le dispositif vidéo informatisé était mis en œuvre (sur un ordinateur Apple II) . Seize cercles argentés avaient été peints sur le sol et produisaient de courtes séquences tonales quand on se plaçait dessus. Les rampes des allées produisaient de nouvelles sonorités, outre les typiques sons de synthèse. Il s'agissait de sons concrets, des cloches enregistrées sur de petites boucles de bande magnétique. Les deux magnétophones à bobines tournaient en permanence, mais le son ne survenait qu'au passage du public devant les rampes. Deux projecteurs à diapos munis de filtres polarisants rotatifs produisaient des images abstraites et mouvantes. Elles ne changeaient qu'avec le mouvement des spectateurs car les moteurs des filtres étaient également commandés par les rampes. Les voûtes de la chapelle étaient illuminées en bleu et un rayon laser rouge traversait l'église de part en part. Il dessinait des formes souples en fonction des sons émis dans l'espace central. Présenté à la Colegiata de San Juan Bautista - Gijon - 
Asturias du 16 au 26 janvier 1984.
- Poème Pi-anoté (1986) - Avec Sylvain Soussan - Jeu littéraire interactif.

À partir des décimales infinies du nombre Pi, le public est invité à créer un poème collectif. Présenté à la Cité des Sciences et de l'Industrie - La Villette - Paris, expos "Arts et Maths" de 1986 à 1989.
- Zed (1986) - Sculpture sonore et lumineuse interactive.

Zed est une boule cuirassée rayonnant des hyperfréquences. Présentée au cours de l'exposition "Les Machines Sentimentales" du 7 juin au 6 août 1986, à la Chartreuse de Villeneuve Lez Avignon.
- Pavillon Chromatique (1986) - Espace musical interactif pour kiosque à musique[6].

La régie informatisée était logée dans le sous-sol du kiosque. La caméra vidéo qui permettait l'interactivité  se trouvait suspendue, ainsi que les haut-parleurs, au-dessus de l'espace, au centre du bulbe du kiosque. Une horloge programmable mettait le système en fonction tous les jours. Aucune surveillance n'était nécessaire et le kiosque pouvait toujours servir aux orchestres et fanfares.
Les sons étaient produits par une carte intégrée à l'ordinateur Apple II. Présenté 5 mois par an dans 21 kiosques de Paris de 1986 à 1993.
- Mélotrope (1987) - Grand mobile sonore.

Une quarantaine de disque blancs, de 1,50 mètre de diamètre, suspendus et mobiles forment un labyrinthe dans lequel le public est invité à évoluer. Une caméra se trouve au-dessus de l'espace et un ordinateur analyse les images. La programmation sonore se développe en fonction des positions et des mouvements observés. Présenté au Centre Culturel de Cavaillon du 9 au 24 mai 1987.
- Promenade Musicale (1988) - Installation musicale interactive permanente au Château de La Tour d'Aigues (Vaucluse).

"Le visiteur, par le jeu de son simple parcours dans la cour du château devient un "promeneur musical". Ainsi, les vieilles pierres se mettent à "sonner" et, quittant leur aspect quelquefois austère, permettent aux visiteur de "jouer" avec elles. La visite du château y gagne une autre dimension à la fois ludique et culturelle. Le vieux monument se retrouve confronté à ce que nos techniques modernes ont de 
plus innovant. " Acquisition du Conseil Général du Vaucluse. Inaugurée le 9 juillet 1988.
- Papillon Electrique (1989) - Avec Etienne Delmas (musique) et Brigitte Burdin (danse) - Espace musical interactif pour la danse[10].

Spectacle présenté au Château de La Tour d'Aigues en juillet 1989.
- Arco Iris (1992) - Installation cinétique et musicale.

Mobile cinétique et musical composé de 30 trépieds de 1,20 m de haut supportant des triangles polarisants en rotation lente. À l'œil nu ils sont incolores et ne révèlent leur chromatisme coloré qu'au moyen de lunettes polarisées.
Première présentation à Montbéliard, Pré La Rose, Fête de la Science, du 12 au 14 juin 1992.
- Tubulophone (1993) - Sculptures sonores tactiles.

Instruments de musique numériques réagissant au contact de la peau et destinés à des improvisations musicales collectives. Première  à Orléans, place du Martroi - Fête de la Science le 5 juin 1993.
- Fresques Musicales (1994) - Peintures de 50 m2 placées au sol, associées à un paysage sonore interactif.

La première fresque musicale "Le Ciel" fut présenté à Châteauroux  le 28 mai 1994, sur la place de l'hôtel de ville, dans le cadre de la Fête de la 
Science.
- Les Pyramides (1995) - Sculptures flottantes, sonores et lumineuses.

Elles génèrent tout au long du jour des musiques créées par le rayonnement solaire. Première sur le Vidourle, le 25 août 1995.
- Tableaux Sonores (1996) - Sculptures sonores interactives.

Grands cadres vides où le public est à la fois l'image de chaque tableau et le générateur des phénomènes sonores. Première au  Manège – Scène Nationale de Maubeuge, festival « Les Inattendus », les 2,3,4 juillet 1996.
- Le Cube (1999) - Sculpture sonore tactile.

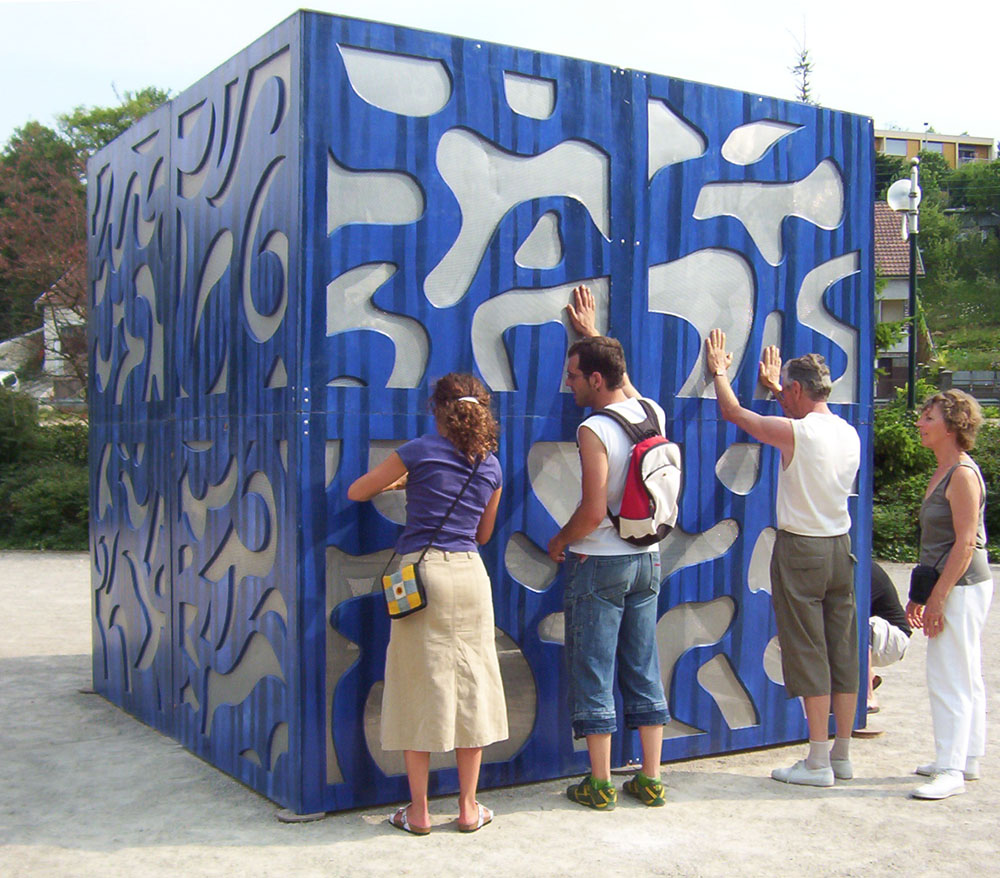
Le Cube à Montbéliard en 2006

Recouvert sur toutes ses faces de signes semblant appartenir à des écritures d’époques et d’origines différentes, ces formes en aluminium se détachent sur le cube bleu de 3 mètres de côté. toutes les parties métalliques, les signes, sont en relation avec une production sonore instantanée: phonèmes de diverses civilisations, vocalises, chants, bruits associés aux formes. Première présentation à Saint Amand Les Eaux du 30 avril au 8 mai 1999.
- La Ronde (2001) - Installation sonore tactile.

Huit sculptures disposées en cercle. Chacune se compose d'une paire de mains en bronze grandeur nature coulée d'après les mains des auteurs, posée sur un socle et surmontée d'un parapluie. Le public est invité à entrer dans La Ronde en serrant les mains pour faire naître aussitôt une variation musicale qui dépendra du contact et du nombre des participants. La programmation musicale apparaît sous forme de modulations polyphoniques d'un long arpège. Première à Annecy, Centre Bonlieu pour le "Collectif et Cie" devenu MIA dirigé par Philippe Moënne-Loccoz, du 17 au 22 novembre 2001.
- Guéridons Musicaux (2005) - Six tables rondes permettant de manipuler des objets sonores et musicaux.

Première au Festival des Jeux de Moissy Cramayel Le 2 avril 2006.
- Moulins à Paroles (2008) - Six moulins qui parlent quand on les fait tourner.

"- Les moulins à café disent des poèmes - Le hachoir à viande, des slogans de mai 68 - L’essoreuse à salade, des informations délavées ou dans leur jus - Le tournebroche, des mots d’amour". Première au Centre Culturel Français de IASI (Roumanie) du 14 au 18 mai 2008.
- Musique dans le Noir (2008) - Dessiner la musique dans l'espace.

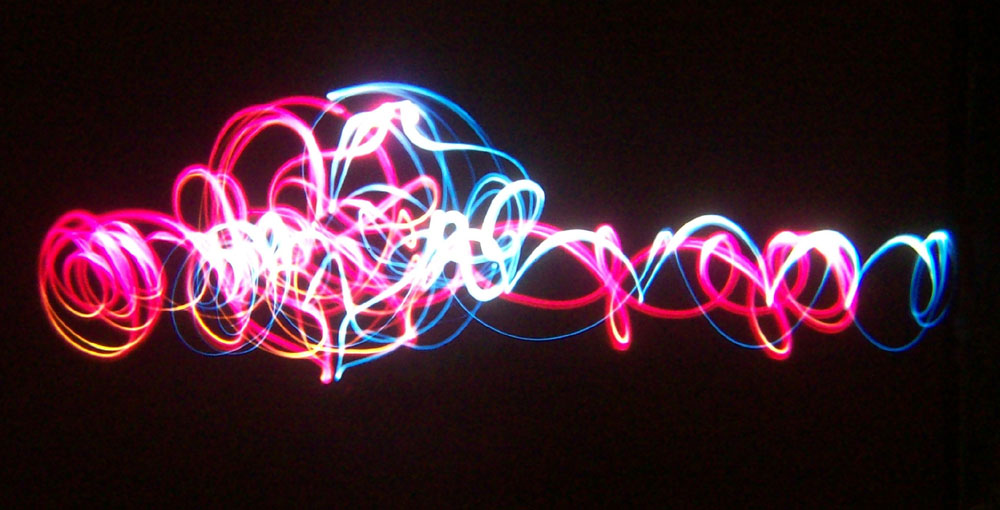
Musique dans le noir à Mandelieu en 2008

Permet de générer des paysages sonores et des dessins du type Light painting en vidéo et en temps réel à l'aide de lampes de poche. Première à la  médiathèque de Mandelieu la Napoule, au cours du festival "Noctambule", du 16 au 18 octobre 2008.

### Stratégie économique
Pour préserver l'aspect artistique, public et social de leurs travaux, Jean-Robert Sedano et Solveig de Ory ne souhaitent pas que seul un petit nombre puisse acquérir leurs œuvres. Pour contourner le marché de l'art et la spéculation, leurs travaux sont uniquement loués ou vendus à des collectivités.